# Franz Nemschak
Franz Nemschak (* 27. Juli 1907 in Graz; † 17. März 1992 in Wien) war ein österreichischer Wirtschaftsforscher.

## Leben
Nemschak war der Sohn einer Arbeiterfamilie. Sein Vater war in den Puch-Werken beschäftigt. Nemschak studierte Rechts- und Staatswissenschaften (Doktorat 1931) und arbeitete von 1926 bis 1933 als Werkstudent bei Kastner & Öhler. Er schloss sich in jungen Jahren der Sozialdemokratie an und, nach deren Niederlage im Februaraufstand 1934 der kommunistischen Bewegung. Im Zuge des Strategiewechsels der KPÖ vom Boykott der Institutionen und Organisationen des „Ständestaates“ ab zum Versuch von dessen Unterwanderung betätigte sich Nemschak gemeinsam mit Herbert Eichholzer und Axl Leskoschek in der Sozialen Arbeitsgemeinschaft der Vaterländischen Front; insbesondere in den Wochen und Tagen vor dem „Anschluss“ versuchten sie alles zur Verteidigung der Unabhängigkeit Österreichs zu tun und leisteten Propagandaarbeit für die nicht mehr zustande gekommene Schuschnigg-Volksbefragung am 13. März 1938. Nach der Besetzung Österreichs floh Nemschak mit Eichholzer und Leskoschek über Triest nach Paris, kehrte aber später wieder in seine Heimat zurück. Während des Krieges galt er als politisch unzuverlässig und frontdienstuntauglich.
Zu Kriegsende gelang es ihm, das in den Bombentrümmern der Wiener Börse begrabene Institut für Konjunkturforschung, mit dem er schon vorher in Verbindung gestanden war, wieder funktionsfähig zu machen. Nemschak gelang es auch, die Unterstützung der neuen Staatsregierung und der wieder errichteten wirtschaftspolitischen Verbände zu gewinnen und benannte es Österreichisches Institut für Wirtschaftsforschung. Ungeachtet seiner zunächst gegebenen Nähe zur KPÖ und dem Ende ihrer Regierungsbeteiligung (1947) war Nemschak in der Periode des Marshall-Plans auch im Rahmen des ERP-Büros mit der Analyse der Produktionsstrukturen und der Investitionsprogramme beschäftigt. Er produzierte auch Studien, welche die von den Kommunisten abgelehnten Preis- und Lohnabkommen und die Eindämmung der Nachkriegsinflation der österreichischen Währung ermöglichten. Nemschak zeigte sich zudem offen für moderne Verfahren der Makroökonomie wie die Volkswirtschaftliche Gesamtrechnung. Zu Nemschaks engsten Mitarbeitern gehörten sein späterer Stellvertreter und Nachfolger Hans Seidel, weiters Stephan Koren, Kurt Rothschild und Josef Steindl. Auch Eduard März war nach seiner Rückkehr aus den USA Mitarbeiter von Nemschak. Vor und während des Prager Frühlings profilierte sich Nemschak als Verfechter tiefgreifender Reformen in Osteuropa und als Protektor dort in diesem Sinn wirkender Wissenschaftler. Nach dem Ende seiner Funktion als Leiter des Wirtschaftforschungsinstituts (1972) baute Nemschak das einschlägige Wiener Institut für Internationale Wirtschaftsvergleiche auf, das er 1973 bis 1978 leitete, das sich vor allem der Osteuropaforschung widmete.
Franz Nemschak erhielt 1959 in Würdigung seiner Verdienste den Berufstitel Professor und hohe staatliche Auszeichnungen. Unter der Herausgeberschaft von Friedrich Levcik wurde Nemschak 1978 die Festschrift: International Economics – Comparisons and Interdependences. Internationale Wirtschaft – Vergleiche und Interdependenzen gewidmet.

## Werke (Auswahl)
- gem. mit Manfred Mautner Markhof (Hg): 40 Jahre Österreichisches Institut für Wirtschaftsforschung 1927–1967
- Zehn Jahre österreichische Wirtschaft. Wien 1955
- Für ein industriepolitisches Konzept Österreichs Wien 1970
- Österreichs Wirtschaft in den 60er und 70er Jahren : Rückschau u. Ausblick, Wien 1970